# Арамуака
Арамуака — вулкан. Находится в провинции департамента Сан-Мигель, Сальвадор.
Арамуака является мааром. Он расположился в 10 км к юго-востоку от города Сан-Мигель. Маар заполнен водой и образует одноимённое озеро шириной 1 км. Озеро возвышается над долиной на высоту 100 метров. Вблизи озера находятся почвы вулканического происхождения. Практически не изучалось вулканологами. Известно, что Арамуака образовался в эпоху голоцена и исторических извержений не зафиксировано.